# 1212 год
1212 (ты́сяча две́сти двена́дцатый) год  по юлианскому календарю — високосный год, начинающийся в воскресенье. Это 1212 год нашей эры, 2‑й год 2‑го десятилетия XIII века 2‑го тысячелетия, 3‑й год 1210‑х годов. Он закончился 813 лет назад.
| Пн | Вт | Ср | Чт | Пт | Сб | Вс |
|    |    |    |    |    |    | 1  |
| 2  | 3  | 4  | 5  | 6  | 7  | 8  |
| 9  | 10 | 11 | 12 | 13 | 14 | 15 |
| 16 | 17 | 18 | 19 | 20 | 21 | 22 |
| 23 | 24 | 25 | 26 | 27 | 28 | 29 |
| 30 | 31 |    |    |    |    |    |

| Пн | Вт | Ср | Чт | Пт | Сб | Вс |
|    |    | 1  | 2  | 3  | 4  | 5  |
| 6  | 7  | 8  | 9  | 10 | 11 | 12 |
| 13 | 14 | 15 | 16 | 17 | 18 | 19 |
| 20 | 21 | 22 | 23 | 24 | 25 | 26 |
| 27 | 28 | 29 |    |    |    |    |

| Пн | Вт | Ср | Чт | Пт | Сб | Вс |
|    |    |    | 1  | 2  | 3  | 4  |
| 5  | 6  | 7  | 8  | 9  | 10 | 11 |
| 12 | 13 | 14 | 15 | 16 | 17 | 18 |
| 19 | 20 | 21 | 22 | 23 | 24 | 25 |
| 26 | 27 | 28 | 29 | 30 | 31 |    |

| Пн | Вт | Ср | Чт | Пт | Сб | Вс |
|    |    |    |    |    |    | 1  |
| 2  | 3  | 4  | 5  | 6  | 7  | 8  |
| 9  | 10 | 11 | 12 | 13 | 14 | 15 |
| 16 | 17 | 18 | 19 | 20 | 21 | 22 |
| 23 | 24 | 25 | 26 | 27 | 28 | 29 |
| 30 |    |    |    |    |    |    |

| Пн | Вт | Ср | Чт | Пт | Сб | Вс |
|    | 1  | 2  | 3  | 4  | 5  | 6  |
| 7  | 8  | 9  | 10 | 11 | 12 | 13 |
| 14 | 15 | 16 | 17 | 18 | 19 | 20 |
| 21 | 22 | 23 | 24 | 25 | 26 | 27 |
| 28 | 29 | 30 | 31 |    |    |    |

| Пн | Вт | Ср | Чт | Пт | Сб | Вс |
|    |    |    |    | 1  | 2  | 3  |
| 4  | 5  | 6  | 7  | 8  | 9  | 10 |
| 11 | 12 | 13 | 14 | 15 | 16 | 17 |
| 18 | 19 | 20 | 21 | 22 | 23 | 24 |
| 25 | 26 | 27 | 28 | 29 | 30 |    |

| Пн | Вт | Ср | Чт | Пт | Сб | Вс |
|    |    |    |    |    |    | 1  |
| 2  | 3  | 4  | 5  | 6  | 7  | 8  |
| 9  | 10 | 11 | 12 | 13 | 14 | 15 |
| 16 | 17 | 18 | 19 | 20 | 21 | 22 |
| 23 | 24 | 25 | 26 | 27 | 28 | 29 |
| 30 | 31 |    |    |    |    |    |

| Пн | Вт | Ср | Чт | Пт | Сб | Вс |
|    |    | 1  | 2  | 3  | 4  | 5  |
| 6  | 7  | 8  | 9  | 10 | 11 | 12 |
| 13 | 14 | 15 | 16 | 17 | 18 | 19 |
| 20 | 21 | 22 | 23 | 24 | 25 | 26 |
| 27 | 28 | 29 | 30 | 31 |    |    |

| Пн | Вт | Ср | Чт | Пт | Сб | Вс |
|    |    |    |    |    | 1  | 2  |
| 3  | 4  | 5  | 6  | 7  | 8  | 9  |
| 10 | 11 | 12 | 13 | 14 | 15 | 16 |
| 17 | 18 | 19 | 20 | 21 | 22 | 23 |
| 24 | 25 | 26 | 27 | 28 | 29 | 30 |

| Пн | Вт | Ср | Чт | Пт | Сб | Вс |
| 1  | 2  | 3  | 4  | 5  | 6  | 7  |
| 8  | 9  | 10 | 11 | 12 | 13 | 14 |
| 15 | 16 | 17 | 18 | 19 | 20 | 21 |
| 22 | 23 | 24 | 25 | 26 | 27 | 28 |
| 29 | 30 | 31 |    |    |    |    |

| Пн | Вт | Ср | Чт | Пт | Сб | Вс |
|    |    |    | 1  | 2  | 3  | 4  |
| 5  | 6  | 7  | 8  | 9  | 10 | 11 |
| 12 | 13 | 14 | 15 | 16 | 17 | 18 |
| 19 | 20 | 21 | 22 | 23 | 24 | 25 |
| 26 | 27 | 28 | 29 | 30 |    |    |

| Пн | Вт | Ср | Чт | Пт | Сб | Вс |
|    |    |    |    |    | 1  | 2  |
| 3  | 4  | 5  | 6  | 7  | 8  | 9  |
| 10 | 11 | 12 | 13 | 14 | 15 | 16 |
| 17 | 18 | 19 | 20 | 21 | 22 | 23 |
| 24 | 25 | 26 | 27 | 28 | 29 | 30 |
| 31 |    |    |    |    |    |    |

## События

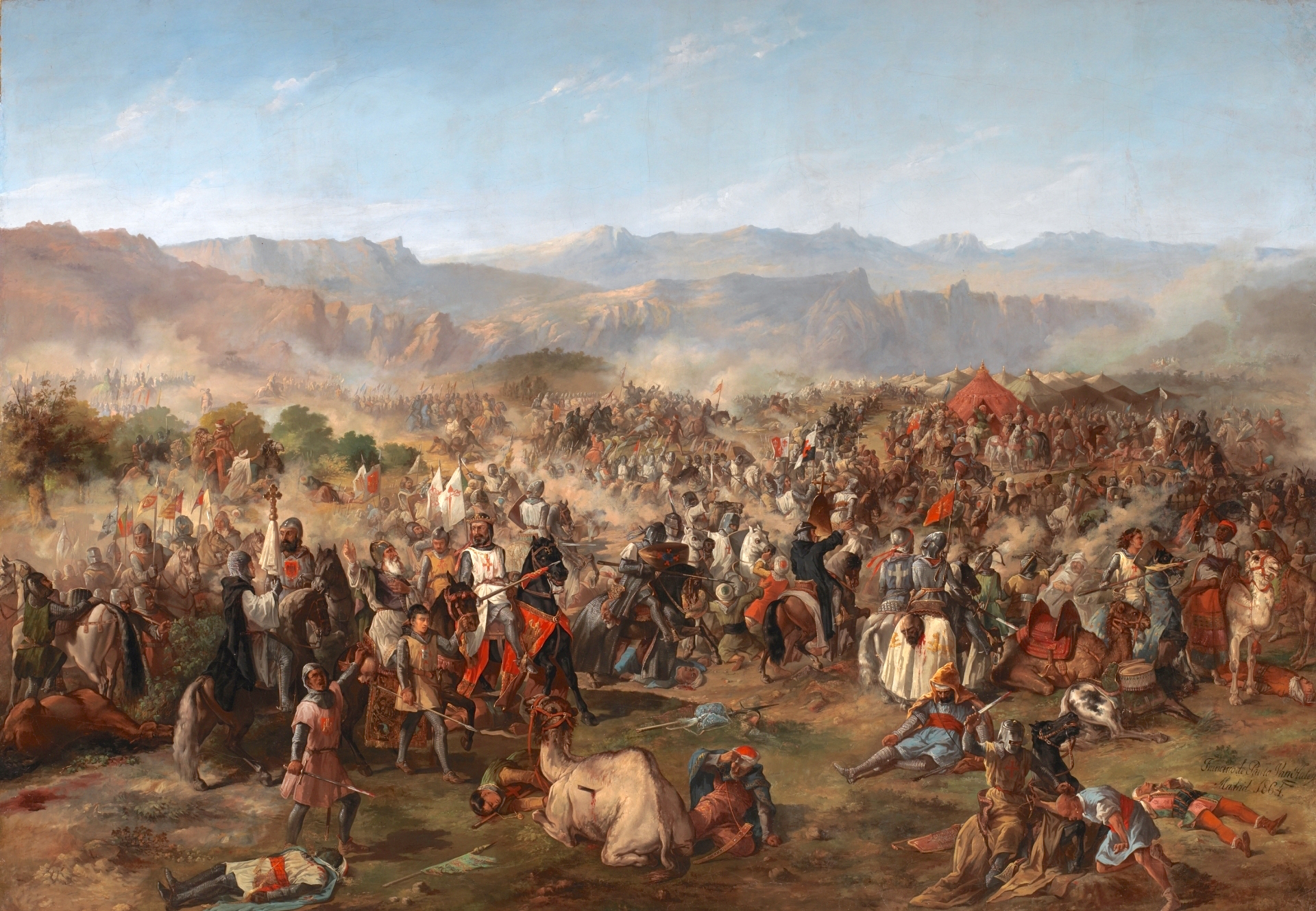
Франсиско де Паула Ван ХаленБитва при Лас-Навас-де-Толоса

- 1201—1219 — война за антиохийское наследство. Серия вооружённых конфликтов между силами Боэмунда IV и Раймунда-Рубена и их союзников за антиохийский престол, произошедшие в Северном Леванте и Киликии[1].
- 1202—1214 — Англо-французская война. Вооруженный конфликт между Филиппом Августом и Иоанном Безземельным[2].
- 1211—1214 — началась Латино-никейская война. Вооруженное противостояние войск Латинской империи и Никейской империи. Первая получила поддержку от Трапезундской империи[3].Крестовый поход детей Гравюра Гюстава Доре

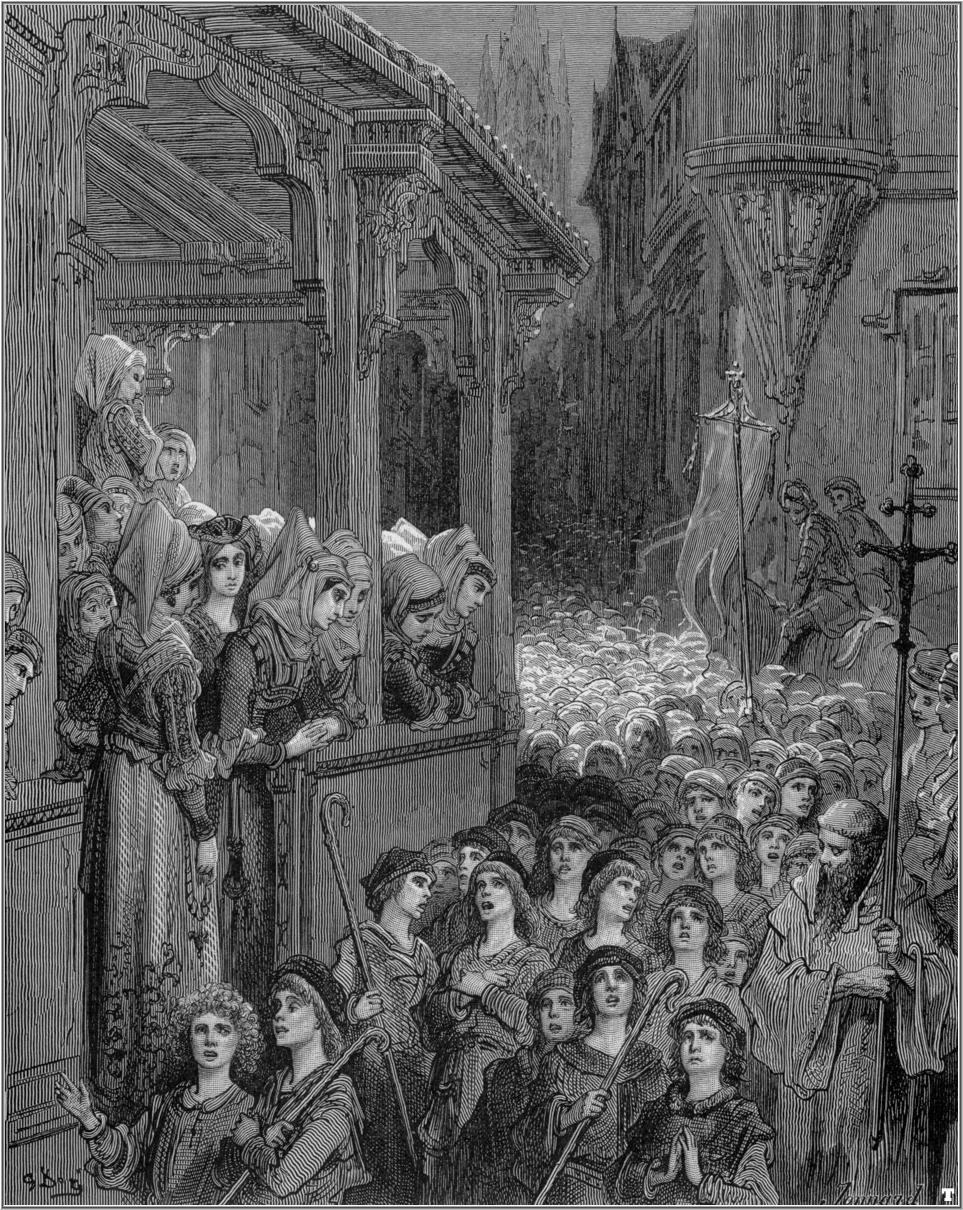
Крестовый поход детей Гравюра Гюстава Доре

- 1211—1234 — Монгольско-цзиньская война[4].
  - К монголам присоединились подчинённые чжурчжэнями кидани.
- 1209—1229 — Альбигойские крестовые походы, инициированные Римской католической церковью, по искоренению ереси катаров в исторической области нынешней Франции — Лангедок[5].

- Крестовый поход детей, принятое в историографии народного движения крестьян-крестоносцев (в том числе молодёжи и подростков)[6].

- Начало года — тысячи крестьян из Германии и Франции собрались в войско для завоевания Гроба Господня в Иерусалиме[6].
- Май — народное войско прошло Кёльн и отправилось в Италию, чтобы оттуда морем достичь Палестины[6].
- 25 июля — немецкие крестоносцы прибыли в Шпайер[6].
- 20 августа — войско крестоносцев достигло Пьяченцы[6].
- В Марселе два местных купца предоставили 7 кораблей, каждый вмещал по 700 рыцарей. Затем их след утерян[6].

- 16 июля — Битва при Лас-Навас-де-Толоса. Победа войск Кастилии, Леона, Наварры и Арагона под командованием короля Кастилии Альфонса над арабами аль-Назира. Взятие кастильцами Калатравы[7].
- Аутинское восстание — первое крупное восстание прибалтийских народов против германского теократического и феодального владычества.
- В Самарканде вспыхнуло восстание против Хорезма, но Ала ад-Дин Мухаммад подавил его. Погиб последний представитель династии Караханидов.
- Около 1212 — восстание в Пхови и Дидое. Вооружённое сопротивление горских племён аварцев на северо-восточной границе Грузинского царства против попыток насаждения феодальных порядков грузинскими эриставами при поддержке союзных им дзурдзуков (чеченцев и ингушей)[8].

## Русь
Правление: 1206, 1207, 1210-1212 (или 1214) — Всеволод Святославич Чермной (до осени), Ингварь Ярославич (осень) и 1212—1223 — Мстислав Романович Старый
- Новгородские войска выступали против немецких рыцарей на территории Ярвамаа и Харьюмаа, изгнали немцев из Отепя (Оденпе).
- Договор полоцкого князя с Ригой. Он теряет земли в Юго-Западной Латгалии и лишается права на дань с ливов.
- Кашин входит в состав Переяславского княжества[9].

### Правление Всеволода Святославича
- Весна — Всеволод Святославич Чермный изгнал из городов Киевского княжества внуков киевского князя Ростислава Мстиславича, обвинив их в соучастии в казни Игоревичей в 1210 году в Галиче[10].
- Весна — Всеволод Святославич Чермный, вероятно, взял под свой контроль и Переяславль, где вокняжился его брат Глеб Святославич[10].
- Весна — Владимир Рюрикович после смерти отца Рюрика Ростиславича и вокняжения в Киеве Всеволода Святославича Чермного, по-видимому потерял Переяславль, в результате чего участвовал в походе организованным смоленским князем Мстиславом Романовичем, новгородским князем Мстиславом Мстиславичем Удатным и луцким князем Ингварем Ярославичем, после которого  Владимир Рюрикович вернул Переславль, где и вокняжился второй раз в 1212-1213 годах[11].
- 13 апреля — умирает Всеволод Юрьевич Большой Гнездо. Его смерть изменила политическую ситуацию не только в Северо-Восточной, но и в Южной Руси. Начинается междоусобная война между сыновьями Юрием и Константином[12][13].
- 1212— 1216 — Юрий Всеволодович первый раз становится великим владимирским князем (второй 1218-1238)[14].
- Ярослав Всеволодович по отцовскому завещанию получил Переяславль-Залесский[14].
- Юрий Всеволодович по случаю восшествия на владимирский престол выпускает из заточения рязанских князей, томящихся во Владимире с сентября 1207 года, а также рязанского епископа Арсения и "все люди рязанские"[12][14].
- Юрий Всеволодович предлагает брату Константину, так и не признавшего отцовского завещания 1211 года, поменяться княжениями. Тот ответил отказом и заявил о своём желании сидеть во Владимире, а Юрию предложил Суздаль, в Ростове же по мысли Константина, должны были княжить его сыновья. Это приводит к войне между братьями[14].
- Юрий и Ярослав Всеволодовичи выступают против брата Константина Всеволодовича к Ростову, однако сражение у реки Ишни (в 2-х верстах южнее Ростова, впадает в озеро Неро) не даёт никому перевеса и из-за распутицы князья предпочитают заключить перемирие[12].
- Святослав Всеволодович заключает с братом Юрием мир и союз против Константина и получает от него Юрьев-Польский[14].
- Июнь — Мстислав Мстиславич, Ингварь Ярославич и Мстислав Романович Старый организовали поход на Киев. Новгородские и смоленские полки соединясь в Смоленске, куда подошли полки других городов, вступают в Черниговскую землю. Берут г. Речицу "и иных городов много черниговских"  и под Вышгородом (близ Киева) наносят поражение Ольговичам[15].
- Всеволод Чермный бежал в Чернигов заняв там престол, где в конце года и скончался (ум. 1212)[10][16].

#### Правление Ингваря Ярославича
- Осень — Ингварь Ярославич, после бегства Всеволода Святославича Чермного, на короткое время третий раз занимает киевский стол, но в результате соглашения между участниками похода, вскоре передаёт Киев Мстиславу Романовичу, а сам вернулся в Луцк[17][16].

##### Правление Мстислава Романовича
- 1212— 1223 — Мстислав Романович Старый занял киевский стол. В своей политике в основном опирался на ближайших родственников — князей Ростиславичей[18].
- Мстислав Романович подступают к Чернигову и после двенадцатидневной осады заключают мир с Всеволодом Святославичем[15].
- Галичане прогнали из города малолетнего Даниила Романовича и посадили на престол Мстислава Ярославича Немого.
- 1212—1238 — Ярослав Всеволодович становится переяславским князем[13].
- Зима — Владимир Всеволодович заключает союз с братом Константином против Юрия[14].
- Впервые в письменных источниках упоминается Великий Устюг[19].

## Начало правления
См.также: Список глав государств в 1212 году
- Священная Римская империя — Фридрих II (1212—1250). Римский король (1212—1220), император Священной Римской империи (1220—1250).
- Королевство Сицилия — Генрих II (1212—1217). Регент Констанция Арагонская.
- Декабрь — Фридрих II Штауфен становится королём Германии.
- 1212—1223 — царь Грузии Георгий IV Лаша.

## Родились
См. также: Категория:Родившиеся в 1212 году

## Скончались
См. также: Категория:Умершие в 1212 году
- 15 апреля — Всеволод Большое Гнездо, великий князь владимиро-суздальский[12].
- Саншу I.
- Мария, Королева Иерусалима.